# Фред Ечер
Фредерик Кит Ечер (енгл. Frederick Keith Etcher; Ошава, 23. август 1932 − Лондон, 25. новембар 2011) био је канадски хокејаш на леду који је током играчке каријере играо на позицијама левокрилног нападача. 
Као члан сениорске репрезентације Канаде освојио је сребрну медаљу на ЗОИ 1960. у Скво Валију. На том олимпијском турниру Ечер је проглашен за најефикаснијег играча првенства и са учинком од 9 голова и 12 асистенција најефикаснији је играч у историји олимпијских хокејашких турнира. 